# Xã Sunset Cove, Quận Stone, Missouri
Xã Sunset Cove (tiếng Anh: Sunset Cove Township) là một xã thuộc quận Stone, tiểu bang Missouri, Hoa Kỳ. Năm 2010, dân số của xã này là 705 người.